# 야마오 요조
야마오 요조(山尾庸三, 1837년 11월 5일 - 1917년 12월 21일)는 에도 막부 말기부터 다이쇼 시대의 인물로 자작위를 받았다. 조슈번 중신 시게사와가의 급영지 촌장이었던 야마오 주지로의 차남으로 태어났다. 스오국 요시키군 아이오이섬(지금의 야마구치현 야마구치시 아이오니섬) 출신이다. 기도 고이치(태평양 전쟁 시 쇼와 천황 측근)의 외조부로도 알려져 있다.

## 개요
하기 번의 중신(寄組)인 시게사와 이와미에게 경리 재능을 인정받아 봉공(바이신)에 오른다. 에도에서 항해술을 배운다.
1862년 분큐 2년, 하나와 다다토미를 이토 히로부미와 둘이서 암살했다.
1863년, 영주의 명령으로 바이신으로 번의 사적에 올랐다. 밀항을 하여 영국 런던 글래스고로 이토 히로부미, 이노우에 가오루, 이노우에 마사루, 엔도 긴스케와 함께 유학을 떠나 조슈오걸이라고 불리며 다양한 공학을 배운다.
1868년, 메이지 원년에 귀국했다. 귀국 후 공부권 대승, 대보, 공부경 등 공학 관련 중직을 맡게 된다. 새로 창설된 법제국의 초대 장관도 맡았다. 이후의 도쿄 대학 공학부의 전신인 공학 기숙사를 설립했다.
청각 장애를 앓는 장애인의 인재 교육에 열정을 쏟아 1880년에 악선회 훈맹원을 설립했다.
1898년 퇴직 후 시문을 즐겼으며, 특히 금붕어의 사육을 좋아했다.

## 영전
- 1915년 (다이쇼 4년) 11월 10일 – 대례기념장

## 참고자료
- 和田昭允 「근대공학탄생기의 선격적 지성　－山尾庸三－」（『국립과학박물관 뉴스』1997년 6월호）
- 兼清正徳 「山尾庸三伝　－明治の工業立国の父－」（山尾庸三顕彰会, 2003년)
- 兼清正徳 「山尾庸三」（『近現代日本人物史料情報辞典2』吉川弘文館, 2005년)